# Le Livre de la jungle, souvenirs d'enfance
Pour les articles homonymes, voir Le Livre de la jungle (homonymie).
Le Livre de la jungle, souvenirs d'enfance (Jungle Cubs) est une série télévisée d'animation américaine en 21 épisodes de 22 minutes, créée d'après les personnages du Livre de la jungle, produite par les Walt Disney Studios Burbank et diffusée entre le 05 octobre 1996 et le 29 novembre 1998 sur le réseau ABC.
En France, elle a été diffusée sur TF1 dans le Disney Club du 6 septembre au 27 décembre 1998 et a été diffusée sur Disney Channel, Playhouse Disney et Disney Cinemagic.

## Synopsis
L'ours Baloo, la panthère Bagheera, le tigre Shere Khan, le roi des singes : le Roi Louie, l'éléphant Colonel Hathi et le serpent Kaa se remémorent les aventures qu'ils ont vécues durant leur jeunesse.

## Distribution

### Voix originales
- Pam Segall : Baloo
- E. G. Daily : Bagheera
- Jason Marsden : Shere Khan et le prince Louie
- Rob Paulsen : Hathi
- Jim Cummings : Kaa
- David Lander : Arthur
- Michael McKean : Cecil

### Voix françaises
| - Marie-Charlotte Leclaire : Baloo et Winifred (voix chantée) - Hervé Rey : le prince Louie - Magali Barney (dialogues) et Martine Latorre (chants) : Bagheera - Marine Boiron (saison 1) puis Tony Marot (saison 2) : Hathi - Christophe Lemoine (saison 1) puis Charles Pestel (saison 2) : Shere Khan | - Nicolas Costa : Shere Khan (voix chantée, épisode 9) - Roger Carel : Kaa - Xavier Percy : Arthur - Gilbert Lévy : Cecil - Perrette Pradier : Rahma - Dorothée Pousséo : Mango - Donald Reignoux : Mowgli - Charlyne Pestel : Winifred et Leah |

Invités
- Pascal Renwick : Jed, Whitehood et Kaine
- Vincent Violette : Ned
- José Luccioni : Fred
- Vincent Ropion : Akela
- Brigitte Lecordier : Benny
- Michel Vigné : le chef des chiens rouges
- Edgar Givry : McCoy
- Patrick Borg : Tortue gourou
- Marc de Georgi : l'oncle de Winifred
- Annabelle Roux : Clyde et Claryce
- Philippe Dumat : l'oiseau (épisode 13)
- Danièle Hazan : la petite souris et le rongeur (épisode 7), la prophétesse (épisode 14)

### Compilations vidéo
- Michel Elias : Roi Louie adulte
- Benoît Allemane : Baloo adulte
- Michel Castelain : Bagheera adulte
- Gabriel Cattand : Shere Khan adulte
- Roger Carel : Kaa adulte
- Isabelle Ganz : Winifred adulte
- Michel Barbey (compilation Les petits sauvages) et Marc de Georgi (compilation Une mémoire d'éléphant) : Colonel Hathi adulte
- Donald Reignoux : Mowgli

Générique interprété par Gérard Rinaldi. Direction artistique de Patricia Angot.

## Épisodes

### Saison 1 (1996)
|    | Episode | Segment | Titre FR                                  | Titre EN                      | Date             |
| -- | ------- | ------- | ----------------------------------------- | ----------------------------- | ---------------- |
| 1  | 1       |         | La Vallée de la mort                      | A Night in the Wasteland      | 5 Octobre 1996   |
| 2  | 2       | a       | Le Bluff du buffle                        | Buffaloed                     | 12 Octobre 1996  |
| 3  | 2       | b       | Quand Hathi rencontre Winnifred           | Hathi Meets His Match         | 12 Octobre 1996  |
| 4  | 3       |         | Qu'est-ce qui fait courir les chiens      | Red Dogs                      | 19 Octobre 1996  |
| 5  | 4       | a       | La Saison des pluies                      | Bare Necessities              | 26 Octobre 1996  |
| 6  | 4       | b       | Les Meilleurs Ennemis                     | Mondo Mungo                   | 26 Octobre 1996  |
| 7  | 5       |         | Un orang-outang chez les babouins         | Who Wants To Be A Baboon?     | 2 Novembre 1996  |
| 8  | 6       | a       | Comment Bagheera perdit sa voix           | How The Panther Lost His Roar | 9 Novembre 1996  |
| 9  | 6       | b       | Ils sont fous ces humains                 | The Humans Must Be Crazy      | 9 Novembre 1996  |
| 10 | 7       | a       | Rencontre du deuxième ours                | Hulla Baloo                   | 16 Novembre 1996 |
| 11 | 7       | b       | Fauve qui peut                            | Shere Bliss                   | 16 Novembre 1996 |
| 12 | 8       |         | Vautours aux trousses ou Le grand Kaadini | The Great Kaadini             | 23 Novembre 1996 |
| 13 | 9       |         | La Légende du serpent à lunettes          | Treasure Of The Middle Jungle | 30 Novembre 1996 |
| 14 | 10      |         | La Vie en rose... et gris                 | Splendor in the Mud           | 7 Décembre 1996  |
| 15 | 11      | a       | Le Singe système                          | Feather Brains                | 14 Décembre 1996 |
| 16 | 11      | b       | La Belle et le Charognard                 | Benny & Clyde                 | 14 Décembre 1996 |
| 17 | 12      |         | Gare aux loups                            | The Coming of the Wolves      | 21 Décembre 1996 |
| 18 | 13      | a       | Tel est pris qui croyait prendre          | Fool Me Once...               | 28 Décembre 1996 |
| 19 | 13      | b       | La sécheresse dévaste la jungle           | Trouble on the Waterfront     | 28 Décembre 1996 |

### Saison 2 (1997-1998)
|    | Episode | Segment | Titre FR                              | Titre EN                         | Date             |
| -- | ------- | ------- | ------------------------------------- | -------------------------------- | ---------------- |
| 20 | 1       |         | Le Roi Louie                          | The Ape Who Would Be King        | 11 Octobre 1997  |
| 21 | 2       | a       | Le Pastèque ball                      | Kasaba Ball                      | 18 Octobre 1997  |
| 22 | 2       | b       | Restau-jungle                         | Trunks For The Memories          | 18 Octobre 1997  |
| 23 | 3       | a       | Les Aventuriers de la pastèque perdue | Curse of the Magnificent Melon   | 25 Octobre 1997  |
| 24 | 3       | b       | Pas de printemps pour Hathi           | Hathi's Makeover                 | 25 Octobre 1997  |
| 25 | 4       | a       | Bon anniversaire Kaa                  | Birthday Snake                   | 1 Novembre 1997  |
| 26 | 4       | b       | Les Cinq Bananes                      | The Five Bananas                 | 1 Novembre 1997  |
| 27 | 5       | a       | Musique de singe                      | Old Green Teeth                  | 8 Novembre 1997  |
| 28 | 5       | b       | L'éléphant se trompe énormément       | The Elephant Who Couldn't Say No | 8 Novembre 1997  |
| 29 | 6       | a       | Sans queue ni tête                    | A Tale of Two Tails              | 15 Novembre 1997 |
| 30 | 6       | b       | Bagheera se ridiculise                | Hair Ball                        | 15 Novembre 1997 |
| 31 | 7       | a       | Un arbre pour deux !                  | Tree for Two                     | 22 Novembre 1997 |
| 32 | 7       | b       | En attendant Baloo                    | Waiting for Baloo                | 22 Novembre 1997 |
| 33 | 8       | a       | Qui a peur du grand méchant tigre ?   | Nice Tiger                       | 10 Janvier 1998  |
| 34 | 8       | b       | Nuits blanches dans la jungle         | Sleepless In The Jungle          | 10 Janvier 1998  |

### Sorties vidéo
Plusieurs compilations sont sorties aux États-Unis, Royaume-Uni, Australie et Nouvelle-Zélande, en VHS entre 1996 et 1998 et en DVD en 2003. 
| Nom de la compilation                    | Épisodes | Date                         | Support |
| ---------------------------------------- | --- | ---------------------------- | ------- |
| Cub House Fun                            | "Hathi Meets His Match" "A Night in the Wasteland" "Mondo Mungo"                                                                 | 12 Juin 1996 (USA)           | VHS     |
| Crazy Congo Capers                       | "The Great Kaadini" "How the Panther Lost His Roar" "Who Wants to be a Baboon?"                                                  | 13 avril 1997 (USA)          | VHS     |
| Jungle Cubs (Volume 1): Born to be Wild  | "A Night in the Wasteland" "How the Panther Lost His Roar" "Red Dogs"                                                            | 15 Août 1997 (UK, AU, NZ)    | VHS     |
| Jungle Cubs (Volume 2): Once Upon a Vine | "Who Wants to be a Baboon?" "Hathi Meets His Match" "The Treasure of the Middle Jungle"                                          | 27 Février 1998 (UK, AU, NZ) | VHS     |
| Jungle Cubs (Volume 3): Monkey Business  | "The Great Kaadini" "Benny & Clyde" "The Coming of the Wolves"                                                                   | 15 Mai 1998 (UK, AU, NZ)     | VHS     |
| Born to Be Wild                          | "A Night in the Wasteland" "How the Panther Lost His Roar" "Red Dogs"                                                            | 8 Septembre 2003 (UK)        | DVD     |
| Born to be Wild                          | "A Night in the Wasteland" "How the Panther Lost His Roar" "Red Dogs"                                                            | 12 Septembre 2003 (AU, NZ)   | DVD     |
| Once Upon a Vine                         | "Who Wants to be a Baboon?" "The Humans Must Be Crazy" "Hathi Meets His Match" "Mondo Mungo" "The Treasure of the Middle Jungle" | 12 Septembre 2003 (AU, NZ)   | DVD     |
| Monkey Business                          | "The Great Kaadini" "Benny & Clyde" "The Coming of the Wolves"                                                                   | 12 Septembre 2003 (AU, NZ)   | DVD     |